# James McRae
James McRae (født 27. juni 1987 i Monteith) er en australsk roer og dobbelt olympisk medaljevinder.
McRae indledte sin internationale seniorkarriere i den australske dobbeltfirer, som i midten af første årti i 2000'erne lå lidt under den absolutte elite.
Ved Sommer-OL 2008 i Beijing vandt McRae med den australske dobbeltfirer sit indledende heat i verdensrekordtiden 5.36,20 minutter og blev nummer to i semifinalen, mens de i finalen blev nummer fire, under et halvt sekund efter den franske båd på bronzepladsen.
I 2011 var han igen med i dobbeltfireren, der blandt andet vandt VM-guld.
Ved OL 2012 i London stillede han op i dobbeltfireren, og australierne var som regerende verdensmestre blandt favoritterne. Udover McRae bestod besætningen af Karsten Forsterling, Chris Morgan og Daniel Noonan. Imidlertid blev båden blot nummer tre i indledende heat, men forbedrede placeringen i semifinalen til toer. I finalen var den tyske båd for stærk og vandt guld, mens der var større kamp om andenpladsen mellem Kroatien og Australien. Det endte med, at Kroatien fik sølv, et halvt sekund foran Australien på bronzepladsen.
Efter OL i 2012 prøvede McRae kræfter med andre bådtyper som toer uden styrmand og dobbeltsculler. I sidstnævnte stillede han op ved VM i 2015 sammen med Alexander Belonogoff, og duoen vandt bronze
Ved OL 2016 i Rio de Janeiro stillede han igen op i den australske dobbeltfirer, der nu udover ham bestod af Belonogoff, Cameron Girdlestone og Karsten Forsterling, og de vandt deres indledende heat, mens de i finalen måtte se sig besejret af den tyske båd. Sølvet blev dog vundet sikkert, da Estland på tredjepladsen var to et halvt sekund langsommere.
Siden OL 2016 har McRae ikke stillet op i internationale rokonkurrencer. Til gengæld har han i 2018 deltaget i en 200 km lang rotur på Fitzroy River (Queensland) og Koralhavet sammen med blandt andet sin tidligere makker, Belonogoff. Turen blev gennemført for at skaffe midler til forskning i type 1-diabetes.

## OL-medaljer
- 2016:  Sølv i dobbeltfirer
- 2012:  Bronze i dobbeltfirer